# PPF (компанія)
PPF — міжнародна інвестиційно-фінансова група, яка інвестує кошти в підприємства банківської справи та фінансових послуг, телекомунікацій, нерухомості, рітейлу, страхування, видобутку корисних копалин, сільського господарства та біотехнології. Холдингова компанія групи — PPF Group N. V. зареєстрована в Амстердамі.
Станом на 30.6.2014 р. PPF володіє активами у розмірі €24 млрд.

## Засновники
Засновником PPF Group N.V. та її мажоритарним акціонером (94,25% акцій холдингової компанії групи) є Петр Келлнер із Чехії. Міноритарні акціонери: Їржі Шмейц (5%), Ладіслав Бартонічек (0,5%) та Жан-Паскаль Дюв'єсар (0,25%).

## Історія створення
В першій половині 1990-х років ХХ ст. в Чехії було передано в приватні руки більш ніж 1500 підприємств вартістю $14 млрд. Обмінювати купони (аналог приватизаційних ваучерів в Україні під час масової приватизації) громадяни могли або самостійно, або за допомогою приватизаційних інвестиційних фондів. Компанія PPF розпочала діяльність як інвестиційний фонд в 1991 р. Назва První privatizační fond розшифровувалася як перший приватизаційний фонд. Фонд був одним з 500 компаній, які брали участь в процесах роздержавлення власності під час приватизації в Чехії.
Першою великою інвестицією стало придбання частки в Чеській страховій компанії (Ceska pojistovna). У другій половині 90-х років PPF придбала два банки — PPF банк і eBank, заснувала компанію Home Credit.
В 2002 р. PPF підкорює російський ринок, перш за все, ринки страхування та споживчого фінансування. В Росії PPF не тільки розвиває діяльність банку Home Credit, а й інвестує гроші у видобуток золота та срібла (компанія «Поліметал»).
У 2004 р. PPF здійснила реструктуризацію телекомпанії TV NOVA, яку згодом продала американській фірмі CME.
У В 2007 р. PPF укладає угоду з італійською страховою компанією Generali, що надає їй статус транснаціональної корпорації. PPF поширює свою діяльність на ринки Китаю та В'єтнаму, України, Білорусі та Казахстану.

## Компанії, які входять до групи PPF
Компанії Групи PPF працюють у різних галузях бізнесу в країнах Європи, Росії, Азії.

### Фінанси та банківське обслуговування

#### Група "Хоум Кредит
Групи Хоум Кредит заснована в 1997 р. Ринки споживчого фінансування: Чехія, Словаччина, Російська Федерація, Білорусь, Казахстан, Китай, В'єтнам, Індія, Індонезія; Філіппіни. Станом на 31.12.2014 р. активи Групи Хоум Кредит складали 7,0 млрд євро.

#### PPF Банк
Банк заснований у Празі в 1992 р. З 2002 р. мажоритарний акціонер — група PPF, мінори тарний — столиця Чехії м. Прага.

#### Air Bank
Банк розпочав свою діяльність в Чехії у листопаді 2011 р.

### Сфера телекомунікацій
Компанія O2 — найбільшим оператор телекомунікацій Чехії. Частка Групи PPF у компанії ПРО2 Czech Republic a.s. нині становить 83,15%.

### Сфера страхування
PPF Страхування життя зарекомендувати себе професійним учасником ринку страхування. Один з її успішних проектів — реструктуризація «Чеської страхової компанії» (Ceska pojistovna).

### Сфера нерухомості та девелопменту
Компанія PPF Real Estate Holding є девелопером, інвестором та професійним консультантом з питань нерухомості.
Видобуток корисних копалин
Склад гірничодобувних підприємств «Поліметалу»:
• Переробний хаб Дукат
• Переробний хаб Омолон
• Переробний хаб і ПМК Амурський «Амурський» (родовища «Албазіно» та «Травневе», разом із централізованою ПМК)
• Родовище Хаканджа
• Родовище Воро
• Родовище Варваринське

### Роздрібна торгівля
Компанія «эльдорадо» була заснована в 1994 р. У 2009 р. група PPF придбала контрольний пакет 50% + одна акція компанії «Ельдорадо», а у серпні викупила 100% акцій.

### Біотехнології
SOTIO — біотехнологічна компанія, що займається розробкою препаратів для лікування пухлинних та автоімунних захворювань. SOTIO розробляє нові ліки під назвою DCVAC/PCa для лікування пацієнтів з раком передміхурової залози.

### Сільське господарство
Холдинг «РАВ Про» — велике сільськогосподарське підприємство у Центрально-Чорноземному регіоні Росії, яке має 115 000 га сільгоспугідь у Воронезькій та Орловській областях.

### Інші проєкти
Група PPF — мажоритарний акціонер компанії Bestsport Arena, a.s. Арена була відкрита у 2004 р., розрахована на 18 тис. місць. — Компанія PPF IT Services надає послуги в області інфраструктури IT.

## Благодійна діяльність у сфері освіти
Важливими проектами сімейного фонду подружжя Ренати та Петра Келлнер THE KELLNER FAMILY FOUNDATION є школа OPEN GATE, проект «Університети» та «Допомагаємо школам досягти успіху».  [Архівовано 16 квітня 2015 у Wayback Machine.]

## Підтримка культури та мистецтва
Сьогодні компанія PPF є власником приватної колекції чеської та словацької фотографії.
Дочірня компанія PPF Art інвестувала у відродження майстерні та галереї відомого чеського фотографа Йозефа Судека ('Ateliér Josefa Sudka')
У 2010 р. PPF Art виграла тендер на управління галереєю сучасного мистецтва ім. Вацлава Шпали ('Galerie Václava Špály') на найближчі 10 років.
PPF є спонсором Театру Яри Цімрмана в Празі і та партнером Літнього шекспірівського театрального фестивалю на Празькому Граді.